# Barreiro (Cap Verd)
Barreiro (crioll capverdià Barrer) és una vila al sud de l'illa de Maio a l'arxipèlag de Cap Verd. Està situada 5 kilòmetres a l'est de Vila do Maio.